# أل برات
أل برات (بالإنجليزية: Al Pratt)‏ هو لاعب كرة قاعدة أمريكي، ولد في 19 نوفمبر 1847 في بيتسبرغ في الولايات المتحدة، وتوفي بنفس المكان في 21 نوفمبر 1937.